# Шедель, Хартман
Хартман Ше́дель (нем. Hartmann Schedel, лат. Hartmannus Schedelius; 13 февраля 1440 — 28 ноября 1514) — немецкий учёный-гуманист, медик, историк и хронист. Автор первой опубликованной всемирной хроники. Один из первых картографов, начавших использовать машинную печать.

## Жизнь и труды
Родился 13 февраля 1440 года в свободном имперском городе Нюрнберге (Бавария) в бюргерской семье. В 1456 году при поддержке своего старшего двоюродного брата Германа Шеделя поступил в Лейпцигский университет, став в 1457 году бакалавром, в 1460-м — магистром искусств, после чего изучал каноническое право. 
C 1462 года слушал в Лейпциге лекции врача-гуманиста Петера Людера. В 1463 году последовал на ним в Падую, поступив в местный университет, где слушал лекции философа и медика Маттиоло Перуджино. В 1466 году получил степень доктора медицины. Изучал также географию, искусство и языки. 
В 1468 году отправился в паломничество ко святым мощам в Аахен. Затем посетил Брабант и Фландрию, в июле 1468 года присутствовал на свадьбе герцога Бургундии Карла Смелого и Маргариты Йоркской в Дамме. С 1470 года жил и работал городским врачом в Баварии, сначала, с 1472 года, в Нёрдлингене, затем, с 1477-го, в Амберге. 
В ноябре 1481 года осел, наконец, в родном Нюрнберге, получив там медицинскую практику, и в следующем году утверждён был городским советом в должности местного врача. С 1485 года, поправив своё положение благодаря солидному наследству, занимался также историческими трудами, сблизившись с художниками, издателями, меценатами, а также учёными-гуманистами, в том числе Конрадом Цельтисом (1459—1508), Сигизмундом Мейстерлином (143—1497), Иеронимом Мюнцером (1437—1508), Иоганном Тритемием (1462—1516) и Дитрихом Ульсением (1486—1507). 
Совершал недолгие поездки в Бамберг, Регенсбург, Вюрцбург, а также паломничества в монастыри. Умер в своём доме в Нюрнберге 28 ноября 1514 года.
Имел двух жён, Анну (ум. 1485) и Магдалену (ум. 1505), и сына Себастьяна (1494—1541).
Наибольшую известность получил как создатель «Нюрнбергской хроники» (1493) — уникальной работы по описанию городов и стран, богатой ксилографическими иллюстрациями и картами. Многие города и страны, как существовавшие на момент создания хроники, так и к тому времени исчезнувшие, были представлены западноевропейскому читателю впервые. Составленная первоначально на латыни и получившая заглавие Liber chronicarum cum fìguris et ymaginibus ab inicio mundi, она уже в 1494 году была переведена на немецкий язык Георгом Альтом. Заказчиками роскошного издания, содержавшего около 1800 раскрашенных гравюр, выступили почётные горожане Нюрнберга: советник Зебальд Шрейер, проживавший на той же улице, что автор и издатель, и его племянник Себастьян Каммермейстер.
Многие свои работы Шедель смог создать лишь благодаря развитию в германских землях книгопечатания, изобретённого Иоганном Гутенбергом. «Нюрнбергская хроника», в частности, издана была Антоном Кобергером, крёстным отцом художника Альбрехта Дюрера. 
Известен также как коллекционер книг, предметов искусства, рукописей и инкунабул. Владел обширнейшей по тем временам библиотекой, насчитывавшей, согласно составленному в 1498-м и дополненному в 1507 году каталогу, 667 томов, в том числе более 100 книг по истории, составлявших разделы «Историки Греции», «Римские историки», «Историки современности», «Космография и география». В 1552 году она приобретена была банкиром Гансом Якобом Фуггером, от которого перешла в 1571-м к герцогу Альбрехту V, собрание которого вошло позже в состав Баварской государственной библиотеки в Мюнхене.
Высокую оценку современников получила его собранная в Италии и в 1504 году описанная археологическая коллекция. Историческую ценность имеет также составленный им песенник (около 1460 г., 69 пьес).

## Галерея
- Нюрнберг
- Аугсбург
- Магдебург
- Бамберг
- Трир
- Любек
- Эрфурт
- Майнц
- Констанц
- Мюнхен
- Париж
- Базель
- Вена
- Прага
- Краков
- Вроцлав
- Буда
- Флоренция
- Верона
- Неаполь
- Константинополь
- Никея
- Дамаск
- Иерусалим
- Вавилон
- Ниневия
- Александрия
- Спарта
- Троя
- Карта мира (по Птолемею)